# .tl
.tl er et nationalt topdomæne der er reserveret til Østtimor.
Der er stadig en transition i gang fra det tidligere Østtimor-domænenavn .tp
| Nationale topdomæner | Spire Denne artikel om nationale topdomæner er en spire som bør udbygges. Du er velkommen til at hjælpe Wikipedia ved at udvide den. |